# Balla Baby
Balla Baby è un singolo del rapper statunitense Chingy, pubblicato il 1º novembre 2004 come primo estratto dal secondo album in studio Powerballin'.

## Tracce
12" (USA)
1. Balla Baby (Radio Edit) – 3:38
2. Balla Baby (Instrumental) – 3:36
3. Balla Baby (Album Version) – 3:37
4. Fall-N (Radio Edit) (feat. Git It Boyz) – 3:36
5. Fall-N (Instrumental) (feat. Git It Boyz) – 3:35
6. Fall-N (Album Version) (feat. Git It Boyz) – 3:37

## Classifiche
| Classifiche (2004) | Posizione massima |
| ------------------ | ----------------- |
| Stati Uniti        | 20                |